# Спаргапиф
Спаргапиф (др.-греч. Σπαργαπείθης) — скифский царь, с которого Геродот начинает династию царей Великой Скифии, отец Лика и дед Гнура. Можно предположить (учитывая то, что Спаргапиф, согласно Геродоту, начинает династию), что именно Спаргапиф возглавлял скифов во время их переселения с Северного Кавказа и Кубани в Северное Причерноморье, состоявшееся около/после 585 г. до н. э.
То же имя — Спаргапиф — носил царь агафирсов, убийца Ариапифа, а близкое имя — сын царицы массагетов Томирис Спаргапис и отец Сыпыр (Спаргапис). В. И. Абаев вслед за М. Фасмером предлагает этимологию sparga-paisa, др.-иран. «подобный юной лозе».